# Maine (Provinz)
Maine ist eine ehemalige französische Provinz in der heutigen Region Pays de la Loire. Sie entspricht ungefähr den Départements Sarthe und Mayenne. Sie war von der Bretagne, Normandie, von Anjou und Vendômois begrenzt und hatte Le Mans als Hauptstadt. Sie führte von den alten Cenomanen auch den Namen Cenomania.

Maine

## Geschichte
Von der römischen Herrschaft kam sie unter die fränkische, bildete dann einen Bestandteil des Herzogtums Franzien und stand unter erblichen Grafen. Der Schwiegersohn Karls des Großen, Rorgon oder Rorico I., war Graf im Jahr 839, seine Familie wird nach ihm als Rorgoniden bezeichnet.
Um 895 wird die Grafschaft den Rorgoniden durch Roger, einen Schwiegersohn Karls des Kahlen und Verbündeten der Robertiner, entrissen. In der Zeit der Überfälle der  Normannen kam der Grafschaft eine größere Bedeutung zu. König Rudolf gab sie 923 Wilhelm Langschwert, dem Jarl der Normannen, damit dieser die Grafschaft an Hugo den Großen weitergebe. Dessen Sohn Hugo Capet setzte hier als Graf Hugo I. ein, dessen Nachkommen den Titel bis ins 12. Jahrhundert behielten. Hugo II. musste die Souveränität Anjous anerkennen, sein Sohn Herbert II. den Herzog der Normandie, Wilhelm den Eroberer, dessen Sohn Robert die Grafschaft gemeinsam mit seiner Ehefrau Margarete regierte.
In dieser Zeit existierte auch eine Dynastie von Vizegrafen von Maine.
1070 wurde Alberto Azzo II. d’Este, der mit Gersinde, der Tochter Herberts II., verheiratet war, durch einen Aufstand aus Italien nach Maine gerufen. Sein Sohn Hugo verkaufte 1090 seine Rechte an Maine an seinen Vetter Johann von Beaugency, Herr von La Flêche, dessen Enkelin und Erbin Eremburg den Grafen Fulko V. von Anjou heiratete. 1113 erkannte König Heinrich I. von England Fulko als Graf von Maine an, im Gegenzug bestätigte dieser die Oberhoheit der Normandie über die Grafschaft.
Fulko V. übergab die Grafschaft seinem Sohn Gottfried Plantagenet, nach dessen Tod 1151 vereinte sein Sohn Heinrich, der bereits seit 1150 Herzog von Normandie war, Maine, Anjou und Normandie in einer Hand. 1204 nahm es König Philipp August von Frankreich den Engländern wieder ab, und 1246 gab es Ludwig der Heilige seinem Bruder Karl von Anjou, dessen Nachkommen es mit Anjou zusammen besaßen; Karls Enkelin Margarete, die Anjou und Maine erhielt, heiratete Karl von Valois, durch dessen Sohn, König Philipp VI., das Land an die Domaine royal fiel.
Später gehörte Maine zum Paragium von Ludwig I. von Anjou und dessen Nachkommen bis zu deren Aussterben 1481, unter denen Maine 1331 zur Pairie erhoben wurde. Zwischendurch, von 1424 bis 1448 war Maine von den Engländern besetzt, die John of Lancaster, 1. Duke of Bedford, († 1435) zum Grafen machten.
1484 wurde die Herrschaft Mondoubleau aus der Grafschaft Vendôme herausgelöst und der Grafschaft Maine zugeschlagen.

## Grafen von Maine

Wappen der Grafschaft Maine

### Erste Grafen
Im 8. Jahrhundert sind zwei Grafen als Verbündete der Robertiner bezeugt.
- Roger, Graf von Le Mans, 710 und 724
- Hervé, dessen Sohn, Graf von Le Mans 748
- Banzleib, Graf 832 (Hattonen)
- Wido, X 834, vielleicht identisch mit Wido, Graf von Vannes (Widonen)

### Rorgoniden
- 832–839 Rorgon I. († 839), Graf von Maine und Rennes, dessen Sohn.
- 839–849 Gauzbert I. († 849), Graf von Maine, dessen Bruder.
- 849–865 Rorgon II. († 865), Graf von Maine, Sohn von Rorgon I.
  - Gauzbert II., Graf von Maine, Sohn von Rorgon II.
- 865–886 Gauzfried († 886), Graf von Maine, Bruder von Rorgon II.

### Auseinandersetzungen
Beim Tod Gauzfrieds war dessen Sohn zu jung, um sein Nachfolger zu werden; die Grafschaft Maine wurde an Roger gegeben, der mit einer Karolingerin verheiratet war. Die Rorgoniden und die Robertiner stritten sich in der Folge um die Grafschaft.
- 886–893 Roger († 900), Graf von Maine, verheiratet mit Rothilde, Tochter Karls des Kahlen
- 893–895 Gauzbert III. (860–914), Graf von Maine, Sohn von Gauzfried
- 895–898 Roger († 900), Graf von Maine (2. Mal)
- 898–900 Gauzlin II. († 914), Graf von Maine, Bruder Gauzberts III. Er war der letzte Graf aus seiner Familie, deren Titel von Karl dem Kahlen zugunsten Robert dem Starken konfisziert wurde.

### Zweites Haus Maine
- 900–950 Hugo I. († 940), Graf von Maine, Sohn Rogers; er heiratet vielleicht eine Tochter Gauzlins, um dem Streit zwischen den Familien ein Ende zu setzen
- 950–992 Hugo II. († 992), Graf von Maine, Sohn Hugos I.
- 992–1015 Hugo III. († zwischen 1014 und 1016), Graf von Maine, dessen Sohn
- 1015–1032 Herbert I. genannt Hundewecker (Éveille-Chien) († 1032), Graf von Maine, dessen Sohn
- 1036–1051 Hugo IV. († 1051), Graf von Maine, dessen Sohn, ⚭ Bertha, Tochter des Odo II. Graf von Blois
- 1058–1062 Herbert II. († 1062), Graf von Maine, dessen Sohn

Da ohne Kinder, vermacht er Maine in seinem Testament Wilhelm dem Eroberer
- 1062–1063 Walter, Graf von Mantes, Onkel Herberts II., als Graf von Maine durch Gottfried III., Graf von Anjou, anerkannt.

### Rolloniden
- 1063–1070 Robert, ⚭ 1063 Margarete, Schwester Herberts II., Titulargraf von Maine unter tatsächlicher Regierung seines Vaters Wilhelm; Margarete starb nach wenigen Monaten Ehe.
- 1070–1073 Alberto Azzo II. d’Este, ⚭ Gersende, Tochter Herberts I.; er erobert Maine 1070, verliert es aber 1073 wieder.
- 1073–1096 Robert (2. Mal)
- 1096–1110 Wilhelm Rufus, dessen Bruder, König von England.
- 1069–1131 Hugo V (1060–1131), Sohn Alberto Azzos und Gersendes (um 1030–1069), Enkel Herberts I., Graf von Maine (1069–1072), Titulargraf (1072–1090), Graf (1090–1093), Titulargraf (1093–1131)
- 1093–1110 Elias von Beaugency († 1110), Sohn von Johann, Herr von Beaugency, und Herberge von Maine (um 1072-vor 1110) Enkel von Lanzelin I. († um 1060), Herr von Beaugency, und Paula von Maine, die wiederum eine Tochter Herberts I. war.
- 1110–1126 Eremburg von Beaugency (1091–1126), Tochter von Elias I. und Mathilde von Château-du-Loir, Gräfin von Maine und Herrin von La Flèche

### Haus Plantagenet
- 1110–1126 Fulko V. von Anjou (um 1092–1143), Ehemann Eremburgs, Sohn des Grafen Fulko IV. (um 1043–1109) und der Bertrada von Montfort (um 1061–1117), aus eigenem Recht Graf von Anjou (1109–1129), Graf von Tours (1109–1129), König von Jerusalem (1131–1143), durch seine Ehe mit Eremburg Graf von Maine (1110–1126) und Herr von La Flêche
  - 1122–1124 Fulko V. tritt die Grafschaft an Wilhelm Clito ab, den Sohn Roberts (s. o.)
- 1126–1151 Gottfried V. Plantagenet (1113–1151), Sohn von Fulko V. und Eremburg, Graf von Maine (1126–1151), Graf von Anjou (1129–1151), Graf von Tours (1129–1151), Herzog von Normandie (1144–1150)
- 1151–1151 Elias II. (um 1115–1151), Elias von Anjou, dessen Bruder, Graf von Maine (1151–1151) und Graf von Poitiers
- 1151–1189 Heinrich II. (1133–1189), Heinrich Plantagenet, König von England, Sohn von Gottfried und Matilda von England (1102–1167), aus eigenem Recht Herzog von Normandie (1150–1189), Graf von Maine (1151–1189), Graf von Anjou (1151–1189), Graf von Tours (1151–1189), König von England (1154–1189), Herr von Bretagne (1166–1189), Herr von Irland (1171–1175), durch die Ehe (1152) mit Eleonore von Aquitanien (1122–1204) Herzog von Aquitanien (1152–1189), Herzog von Gascogne (1152–1189), Graf von Poitiers (1152–1189)
  - 1169–1183 Heinrich der Jüngere (1155–1183), Herzog von Normandie, Graf von Maine und Anjou
- 1189–1199 Richard Löwenherz (1157–1199), Richard Cœur de Lion
- 1200–1205 Johann Ohneland (1167–1216), Jean-sans-Terre
  - Brandélis I. von Champagne, um 1180–1249, Erster Baron
  - Arthur I. posthumus, 1186–1203, Herzog von Bretagne, Graf von Anjou, Maine, Touraine und Poitou
  - Fulko I. von Champagne, um 1210–1269, Baron
- 1219–1232 Jean Capet, Graf

### Kapetinger
- 1246–1285 Karl von Anjou, um 1226–1285, Graf
- 1285–1290 Karl II., 1254–1309, Graf
- 1290–1313 Karl III. von Valois, 1270–1325, Graf
- 1290 Margarete, 1273–1299, Gräfin, dessen Ehefrau, Tochter Karls II.

### Valois

Provinzen Frankreichs (1477). Anjou und Maine in dunklem Blau.

- 1315–1328 Philipp von Valois 1293–1350, Graf, König Philipp VI. von Frankreich
- 1315 Karl III. Graf von Anjou und Maine 1270–1325, Graf
- 1322–1350 Johann, 1319–1364, Titulargraf, König Johann II. von Frankreich
- 1356 Ludwig I. von Anjou, 1339–1384, Graf
- 1384–1417 Ludwig II. von Anjou, 1377–1417, Graf
- 1417–1434 Ludwig III. von Anjou, 1403–1434, Graf
- 1434–1472 Karl IV. 1414–1472, Graf
- 1472–1481 Karl V., 1436–1481, Graf

Anjou und Maine fielen an die Krone zurück.

### Bourbon
- 1673–1736 Louis-Auguste I. de Bourbon 1670–1736, Herzog von Maine
- 1736–1755 Louis-Auguste II. de Bourbon 1700–1755, Herzog von Maine